# Selante dental
Selantes são resinas fluidas capazes de escoar nas fóssulas e fissuras penetrando nos microporos do esmalte condicionado por ácido onde assim será fixada mecanicamente. O selante tem a finalidade de isolar fisicamente a superfície oclusal de molares e pré-molares do meio bucal, preservando a saúde dentária numa das superfícies mais expostas.
Desde a década de setenta observa-se uma redução na incidência de cáries na população jovem e constata-se que não está associada com mudança de hábitos alimentares e à freqüência do consumo de açúcares, observando-se também melhora na qualidade de higiene oral e disseminação do uso diário de flúor. As três principais formas de uso diário de flúor são água de abastecimento público, dentifrícios fluoretados, comprimidos e tabletes. A eficiência dos fluoretos para a redução da cárie é indiscutível, mas a sua atuação é mais benéfica em superfícies lisas do dente, em faces vestibular, lingual e interproximal. Contudo, persistindo o problema das faces oclusais o cirurgião-dentista se preocupava em restaurar os dentes afetados pela cárie nessas faces.
Dentro da prevenção, que pode permitir uma associação de métodos, são utilizados os selantes de fóssulas e fissuras para o controle das cáries oclusais, principalmente em crianças de idade escolar.

## Ataque de cárie por superfície
A queda na prevalencia de cáries que ocorre em crianças de idade escolar nos Estados Unidos mostra não só uma redução no número de superfícies atacadas, mas também uma mudança na distribuição relativa de diferentes superfícies dentais.
Levantamentos realizados em Maceió, em escolares de alta e baixa renda mostraram tendências similares. É facil verificar que cerca de 70% das lesões ocorrem nas áreas oclusais e palatinolinguais dos escolares de alta renda. Nos escolares de baixa renda a proporção é maior que 50% para estas superfícies.

## Seleção dos dentes
A seleção dos dentes para aplicação de selantes depende antes da atividade de cárie do paciente do que das condições de um dente individualmente.
| Guias para uso de selantes em pacientes individuais |
| Determinação do risco do paciente                   |
| Experiência de cárie                                |
| Padrão de uso dos serviços odontológicos            |
| Uso de serviços preventivos                         |
| História médica (exemplo: xerostomia)               |
| Determinação do risco de dentes individuais         |
| A morfologia do sulco e da fissura                  |
| O nível de atividade de cárie                       |
| O padrão de cárie                                   |
| Não sele se:                                        |
| O dente não pode ser isolado                        |
| Restauração proximal envolve sulcos e fissuras      |
| A expectativa de vida de um dente decíduo é curta   |

## Técnica de aplicação
A técnica de aplicação de selantes é simples e direta, contudo é extremamente sensível à manipulação do material e à contaminação salivar. A literatura relata que uma perda de adesão de até 100% pode ocorrer com uma contaminação salivar não mais duradora que 60 segundos. Assim, sempre que possível, deve ser utilizado o isolamento absoluto. No entanto, especialmente em programas de saúde pública, nem sempre este procedimento é aplicável devido ao custo dos materiais equipamentos envolvidos.

### Profilaxia
Por tradição advoga-se que a limpeza dos dentes selados deve ser realizada com taça de borracha ou escova de Robinson, utilizando pedra pomes como agente abrasivo.

### Isolamento
É um passo crucial na utilização dos selantes. Um bom isolamento deve ser obtido para assegurar o sucesso do procedimento. O indicado é a utilização do isolamento absoluto, no entanto alguns tipos de isolamentos relativos também podem ser utilizados.

### Ataque ácido
O ácido mais utilizado para este fim é o orto-fosfórico a 37%, que é disponível nas formas de gel e líquido. Ambos os tipos são adequados, contudo os  higienistas orais/dentistas quase sempre preferem o gel por ser visível, devido a sua cor e proporcionar um maior controle. O ácido deve ser aplicado sobre todas as superfícies suscetíveis e estendido inclinações das cúspides por pelo menos 2 mm. O ácido deve ficar em contato com os dentes de 15 a 20 segundos em ambas as dentições.

### Remoção do ácido
Embora muitos recomendem a lavagem dos dentes por tempos tão longos quanto 1 minuto, os estudos não demostraram a necessidade deste alongamento. O tempo de 1 minuto foi tão efetivo quanto o tempo de 20 segundos no que diz respeito à força de adesão e microinfiltração. No entanto a lavagem deve ser longa o suficiente para permitir a remoção de todo o ácido.
Depois de lavado o esmalte deve ser completamente seco e mostrar, em toda extensão do ataque ácido, uma aparência opaca. Se depois de diversos segundos de secagem o esmalte não apresenta esta coloração deve existir um problema. Este problema pode ser a presença de óleo no sistema da seringa tríplice que necessita ser corrigido. Se existir contaminação salivar, em qualquer tempo do procedimento, o ataque ácido deve ser refeito antes de prosseguir.

### Aplicação do selante
O selante deve será aplicado em toda a superfície atacada. De preferência com um pincel, embora não exista recomendações científicas a respeito. Feigal et al. (1993) mostraram que com a aplicação de adesivo - Scot-chbond Dual Cure - a retenção do selante foi igual em dentes contaminados e não contaminados. A polimerização do material deve ser realizada o mais rápido possível. Uma outra abordagem foi a de Chosak e Eidelman (1988) que demonstrou maior penetração do selante nos microporos do esmalte e maiores tags de resina, quando se permitiu o selante demorar sobre a superfície dental. A polimerização de selante deve ser pelo tempo recomendado pelo fabricante.
Após a polimerização o selante deve ser checado com o uso de um explorador a fim de que degraus e bolhas e sejam detectados. Finalmente o dique de borracha deve ser removido e a oclusão verificada.

## Avaliação periódica
Os selantes devem ser avaliados regularmente, em especial pro que a sua taxa de re-aplicação é maior nos primeiros seis meses e porque os sulcos vestibular e lingual apresentam uma maior taxa de perda. O normal é recomendar uma verificação semestral dos selantes, especialmente daqueles aplicados com os dentes em erupção.